# Klooster Germania

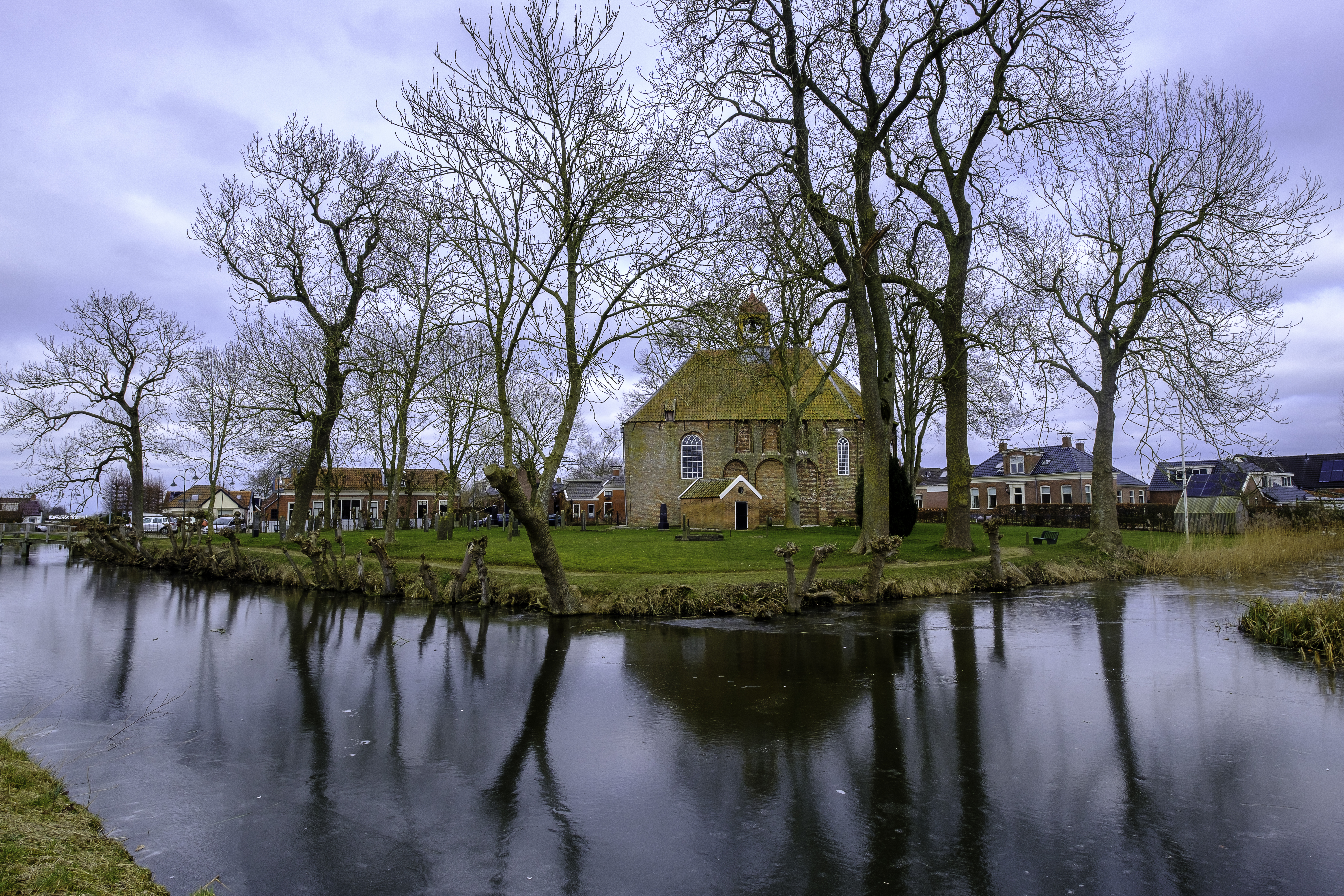
Het terrein van het klooster met de overblijfselen van de kerk.

Klooster Germania is een voormalig benedictinessenklooster bij de Groningse plaats Thesinge. De Kloosterkerk Thesinge is het enige overblijfsel van het klooster en werd later een hervormde kerk. De korenmolen Germania in Thesinge is naar het voormalige klooster vernoemd. De overblijfselen van het klooster zijn beschermd archeologisch monument.
Mogelijk is de naam van het klooster een verbastering van Gelmerawalda, een variant van de naam van het plaatsje Garmerwolde, dat op 2,5 km afstand ligt.

## Geschiedenis
De oudste vermelding van Thiasingacloster in 1283 komt uit de Kroniek van Bloemhof. In 1300 werd geschreven over het Thezengecloster, in 1436 over Thesinge cloester.
Mogelijk is het klooster gesticht door Hatebrand, maar dit is niet bewezen, omdat het boek de Vita Sancti Hathebrandi, grotendeels verloren is gegaan. In een 18e-eeuwse transcriptie wordt het klooster Germerawald genoemd. Na 1400 wordt in officiële documenten het klooster niet meer aangeduid met Germania, maar met Thiasingacloster. Dan ontstaat ook de naam van het dorp Thesinge.
Het klooster in Thesinge is gesticht als zogeheten dubbelklooster, geschikt voor mannen en vrouwen. In de praktijk was het altijd een vrouwenklooster. In 1515 was een mannelijke decorator aan het klooster verbonden, Frans Maler.

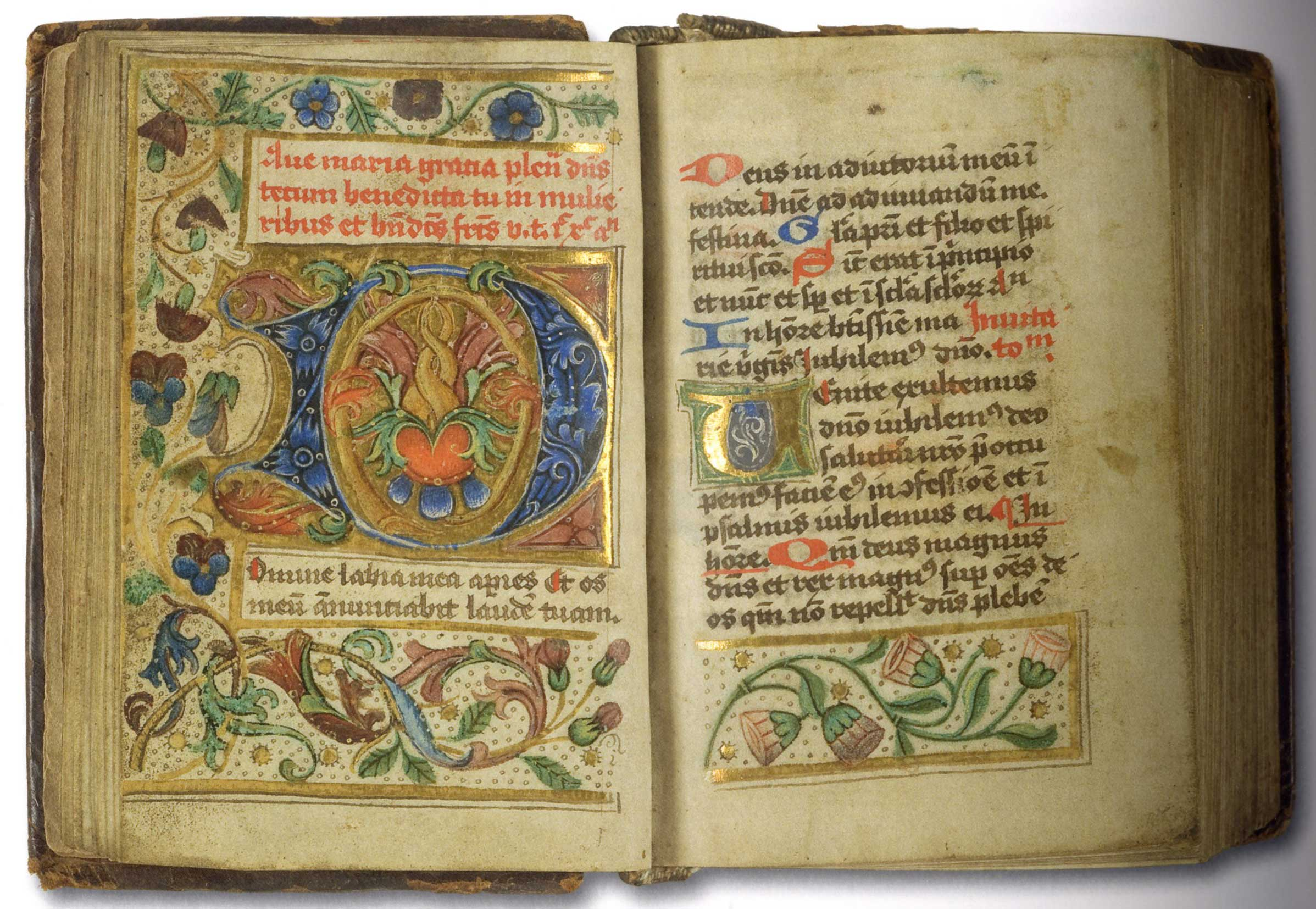
Breviarium geschreven in het klooster

De nonnen hielden zich bezig met het kopiëren van boeken, en het versieren van teksten. Een van deze nonnen was Stine Dutmers (overleden na 1566).
Van het klooster is weinig meer overgebleven dan ca. 10 manuscripten. In een van die manuscripten, een getijdenboek, staat bij 10 juli vermeld dat dit het feest van 'die soeven broeders' (de zeven broeders) is, 'patronen to tesinge'. Daaruit wordt geconcludeerd dat het klooster gewijd was aan Felicitas en de Zeven Broeders, een heilig verklaarde vrouw en haar 7 zonen die in de 2e eeuw in Rome leefden. Een andere aanwijzing daarvoor is een wasafdruk van het abtzegel van het klooster uit 1472. Hierop staat een vrouwfiguur, waarschijnlijk dus Felicitas, afgebeeld in een nis. Ze houdt een palmtak in haar rechterhand. Om haar heen zeven hoofden. De tekst van het randschrift luidt: S(igillum) conventus ….ssinghaclaustro (dit is het zegel van het convent van Thesingeklooster).
Aan het eind van de zestiende eeuw, tijdens de Tachtigjarige Oorlog werd het klooster driemaal overvallen. In 1581 door de geuzen, waarbij een aantal nonnen gevangen werd genomen. In 1582 werd het klooster geplunderd door Spaanse soldaten. In 1584 werd het klooster vrijwel geheel verwoest.  De zusters vertrokken naar het refugium in de Groningse Herestraat, dat in 1600 werd verkocht. 
De kloostergebouwen werden 
na 1594 weer in gebruik genomen. Gereformeerde predikanten verzorgden de kerkdiensten, maar in het geheim werd ook de mis opgedragen. De rest van de gebouwen, met uitzondering van de kerk, is na de Reductie van Groningen in 1594 afgebroken. De laatste nonnen moesten de kloostergebouwen in 1627 ontruimen, nadat hen verboden was om katholieke erediensten te houden. Het materiaal van het klooster, kostbaar baksteen, werd in de stad Groningen hergebruikt bij de bouw van een munitiedepot en voor het hof van de stadhouder.
In 1641 bracht Pater Franciscus Mijleman een bezoek aan de kloosterkerk en deed daar verslag van. De kerk had toen nog de oorspronkelijke vorm, een kruiskerk met een lengte van 42 meter, breedte 23 meter, maar verkeerde in zeer slechte staat. In 1798 werd de kloosterkerk grotendeels afgebroken, met behoud van het koor.

## Constructie van het klooster
Om het klooster lag een dubbele gracht, met daartussen een wal, die waarschijnlijk voorzien was van een muur, omdat op de resten van de wal resten van baksteen zijn aangetroffen. Het klooster is op een opgehoogd veen gebouwd. Op een plek waar de onder het veen liggende kleilaag wat hoger lag is de kerk gebouwd.